# Biltong
Biltong je druh sušeného masa, jehož receptura pochází z Jižní Afriky. Vyrábí se z různých druhů masa, od hovězího přes divočinu až po pštrosí maso z chovů. Obvykle se připravuje z plátků syrového masa nakrájených na pruhy podél nebo napříč svalovinou. Podobá se jerky tím, že také patří mezi kořeněná sušená masa. Biltong se od jerky liší přísadami, chutí a výrobním procesem. Zejména se liší tím, že biltong nikdy nemá sladkou příchuť. Biltong se suší v celku. Slovo biltong je odvozeno z nizozemských slov bil (maso, kýta) a tong (pruh).

## Galerie

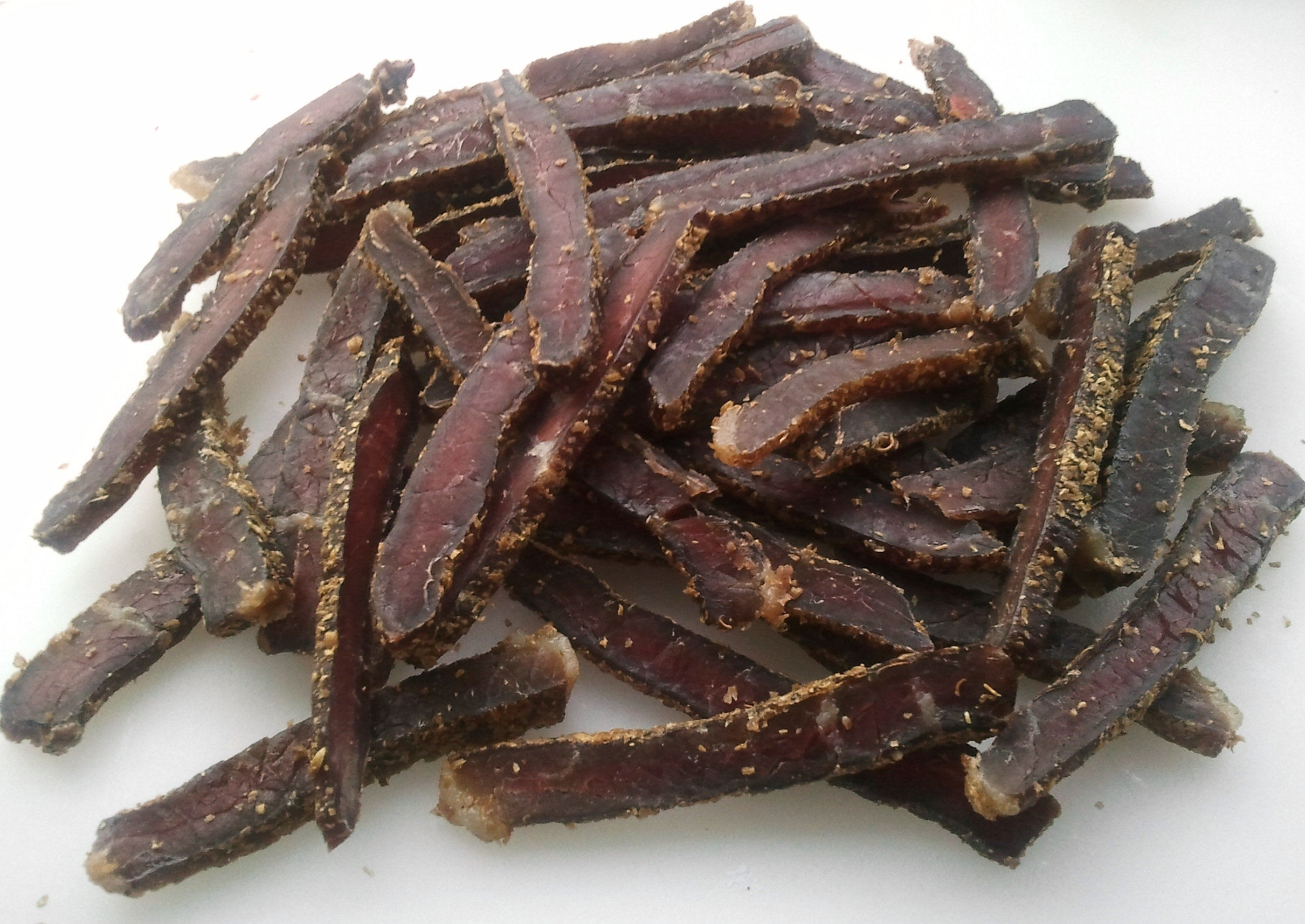
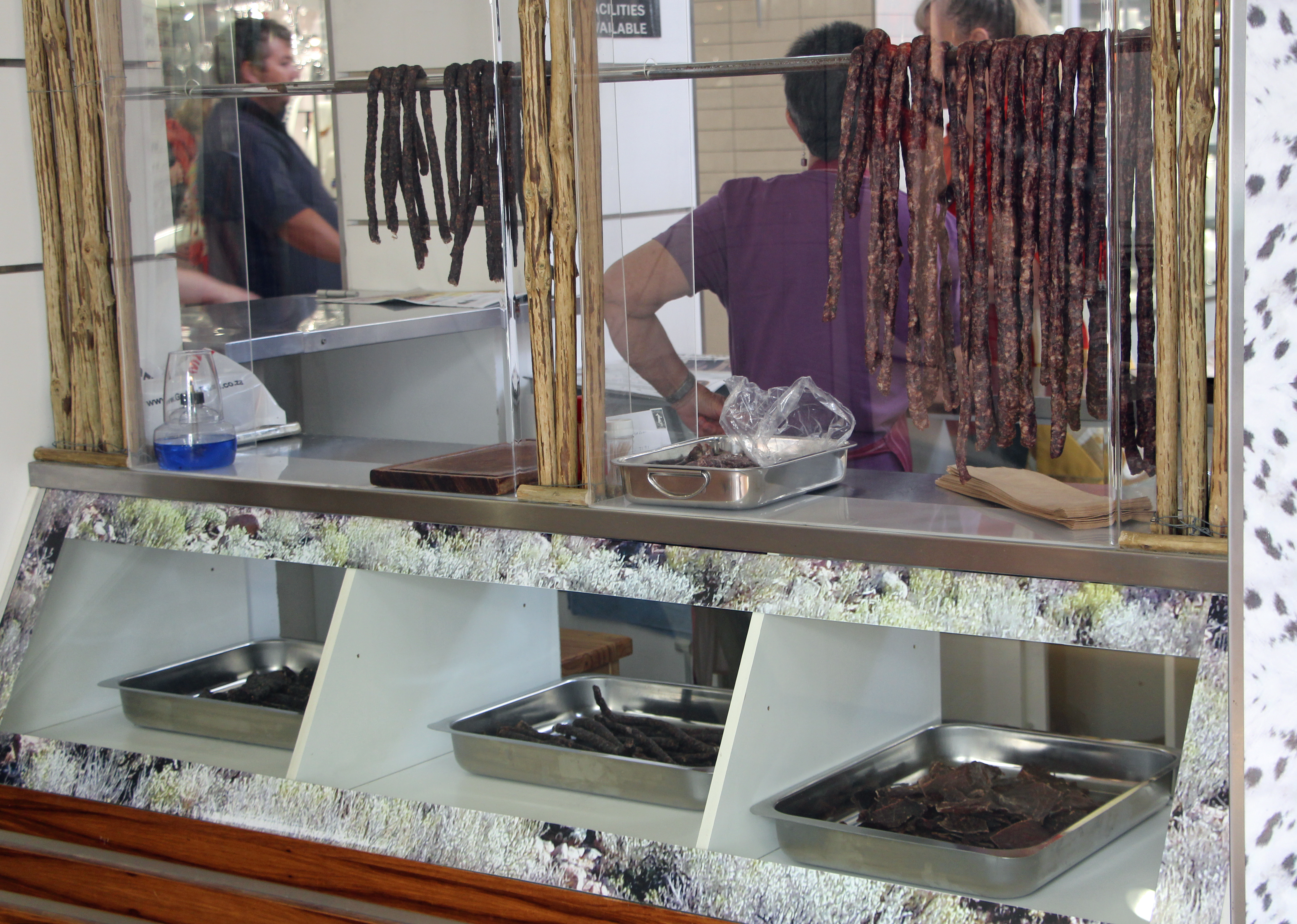
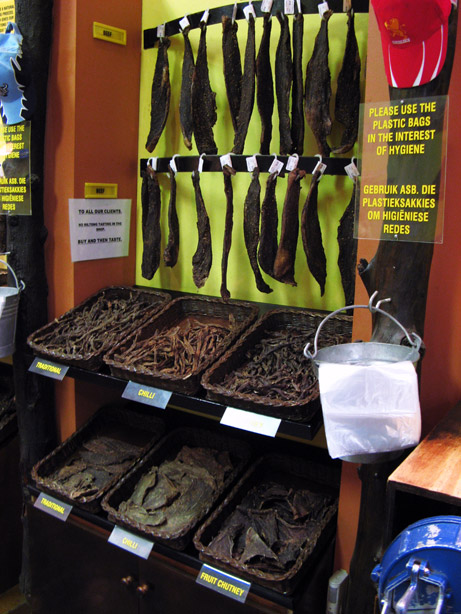
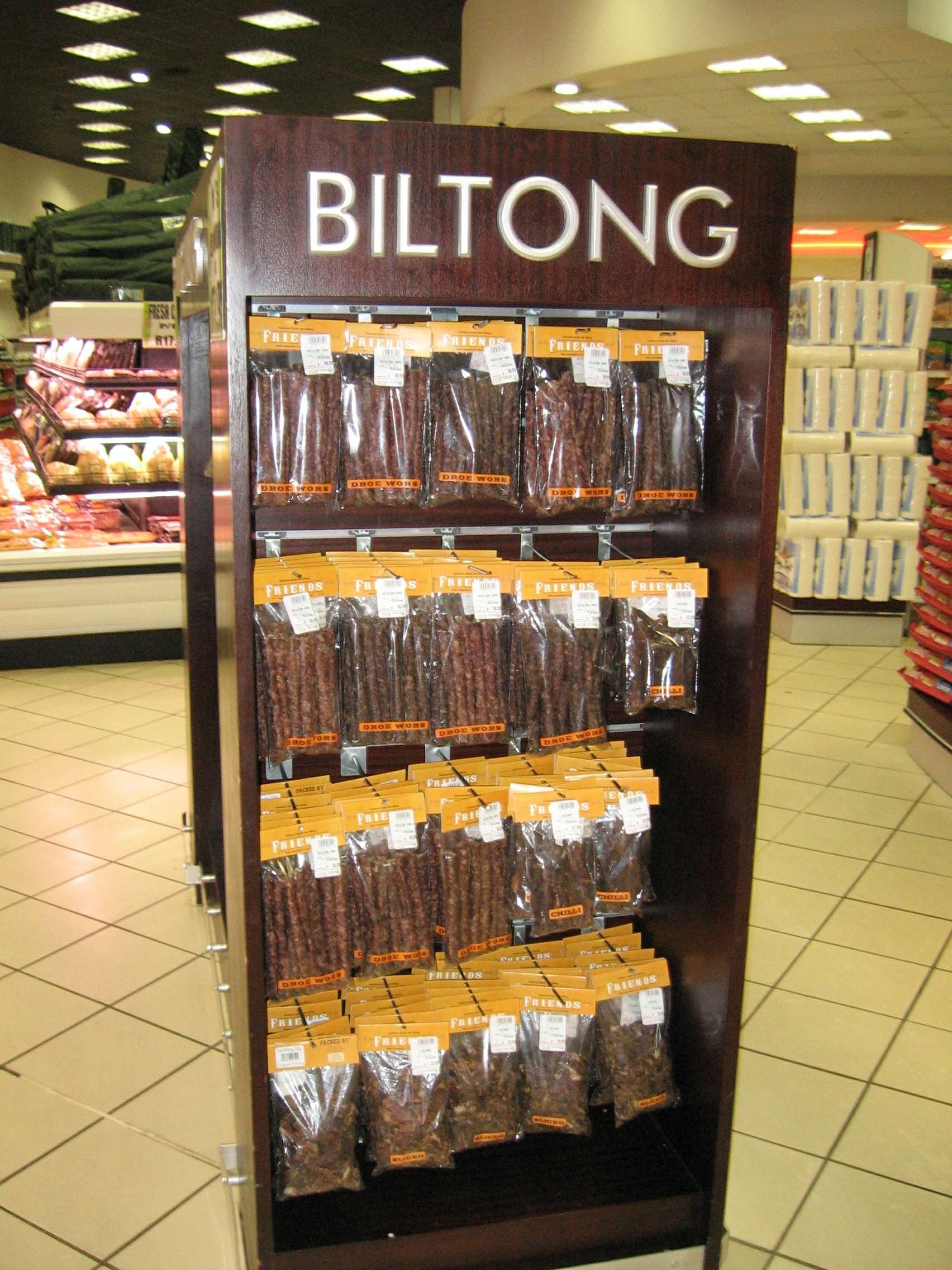